# Wiesensee

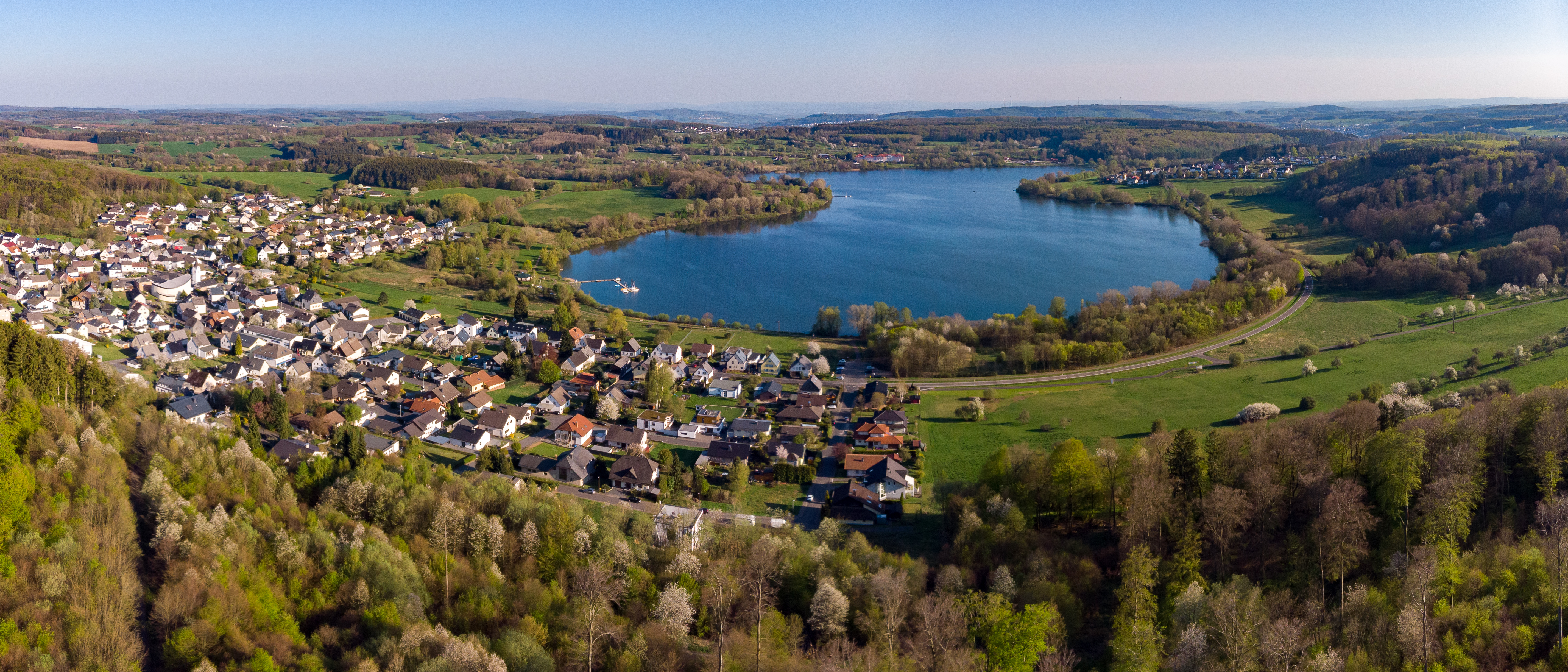
Der Wiesensee mit Pottum im Vordergrund, 2019

Der Wiesensee war ein 1971 aufgestauter, künstlich angelegter See im Westerwald. Der See war ca. 80 ha groß und lag im Westerwaldkreis auf dem Gebiet der Orte Stahlhofen am Wiesensee (am westlichen Seeufer), Pottum (am nordöstlichen Seeufer) und Winnen (im Süden).
Aufgrund notwendiger Reparaturarbeiten an einer Stauklappe wurde das Wasser des Sees im Frühjahr 2023 abgelassen, seitdem liegt der See trocken. Aktuell wird damit gerechnet, dass der See Anfang 2027 wieder angestaut werden kann (Stand Juli 2025). Der See war größtenteils für die Freizeitnutzung freigegeben, nur ein kleiner Bereich im Südosten mit Zufluss gehört zum Naturschutzgebiet Seebachtal. Zuflüsse des Sees sind der Hüttenbach und der Seebach.

## Geschichte
Ein See bei Stahlhofen und Pottum wurde bereits im Jahr 1270 urkundlich erwähnt. Zum Ende des 18. Jahrhunderts war diese Wasserfläche vollkommen verlandet und zum Sumpfgebiet Seewies geworden.
1971 ließ eine Interessengemeinschaft, bestehend aus den heutigen Anliegergemeinden, die Bachläufe auf dem Gebiet dieses Sumpfs aufstauen. Ziel war neben der Förderung des Fremdenverkehrs und der Verbesserung des Landschaftsbildes auch die Verbesserung der Fischereinutzung. 1974 wurde am Palzhahn nahe Pottum ein Naturfreibad mit Liegewiese eingerichtet. Seit 1983/84 gibt es nahe dem Seeabfluss bei Stahlhofen einen privaten Campingplatz. Seit 1984 verkehrt regelmäßig ein bewirtschaftetes Floß auf dem See. 1986/1987 entstanden am Ufer der Gemeinde Pottum ein Segelhafen und eine Uferpromenade. 1993 eröffnete auf der Winner Seeseite ein 18-Loch-Golfplatz mit angeschlossenem 9-Loch-Kurzplatz und einer Driving-Range, 1995 direkt daneben Bensing’s Sport- und Gesundheitsakademie am Wiesensee, ein Hotel mit 140 Betten. Seit 1998 wird das Hotel von der Lindner Hotels AG bewirtschaftet. 2024 wurde für das Hotel ein Insolvenzantrag gestellt.
2003 öffnete ebenfalls am Winner Ufer in einem Blockhaus das Cafe Seewies, einige Jahre später die Touristeninformation der Verbandsgemeinde Westerburg.

## Probleme und Perspektiven
Die in den vergangenen Jahren zunehmende Verlandung des flachen Gewässers und der damit einhergehende Algenbefall gefährden den Fortbestand des Sees in seiner bisherigen Form. Aus diesem Grund wird der Abtrag von ca. 460.000 m² Sediment aus dem See und Verkleinerung der Seefläche um ca. 10 Hektar geplant. Dieses Vorhaben und die damit verbundenen Kosten und Planungen (Errichtung eines Damms, Erweiterung des Golfplatzes, Umnutzung von Flächen) sind Gegenstand zum Teil sehr kontrovers geführter Diskussionen innerhalb der umliegenden Ortsgemeinden, der Verbandsgemeinde Westerburg und der Landesregierung. Die weitgehende Finanzierung der Entschlammung durch Landesmittel ist jedoch (Stand: 28. November 2014) sichergestellt.
Im November 2021 wurden bei einer Routinekontrolle durch den TÜV Rheinland Schäden an der Stauklappe festgestellt. Als Folge veranlasste die rheinland-pfälzische Struktur- und Genehmigungsdirektion Nord zunächst das Absenken des Wasserspiegels und im Februar 2023 das vollständige Ablassen des Wassers, so dass der See seitdem trocken liegt. Im Sommer 2024 wurde ein neuer Mönch errichtet und Bohrungen an der Staumauer durchgeführt, von deren Ergebnis abhängt, ob der See wieder aufgestaut werden kann. Im November 2024 wurde der abgelassene Wiesensee erstmals mit Spezialmaschinen gemäht, da dort inzwischen Bäume und Büsche wuchsen. Im Juli 2025 wurde damit gerechnet, dass der See ab Anfang 2027 wieder angestaut werden kann.

## Freizeiteinrichtungen

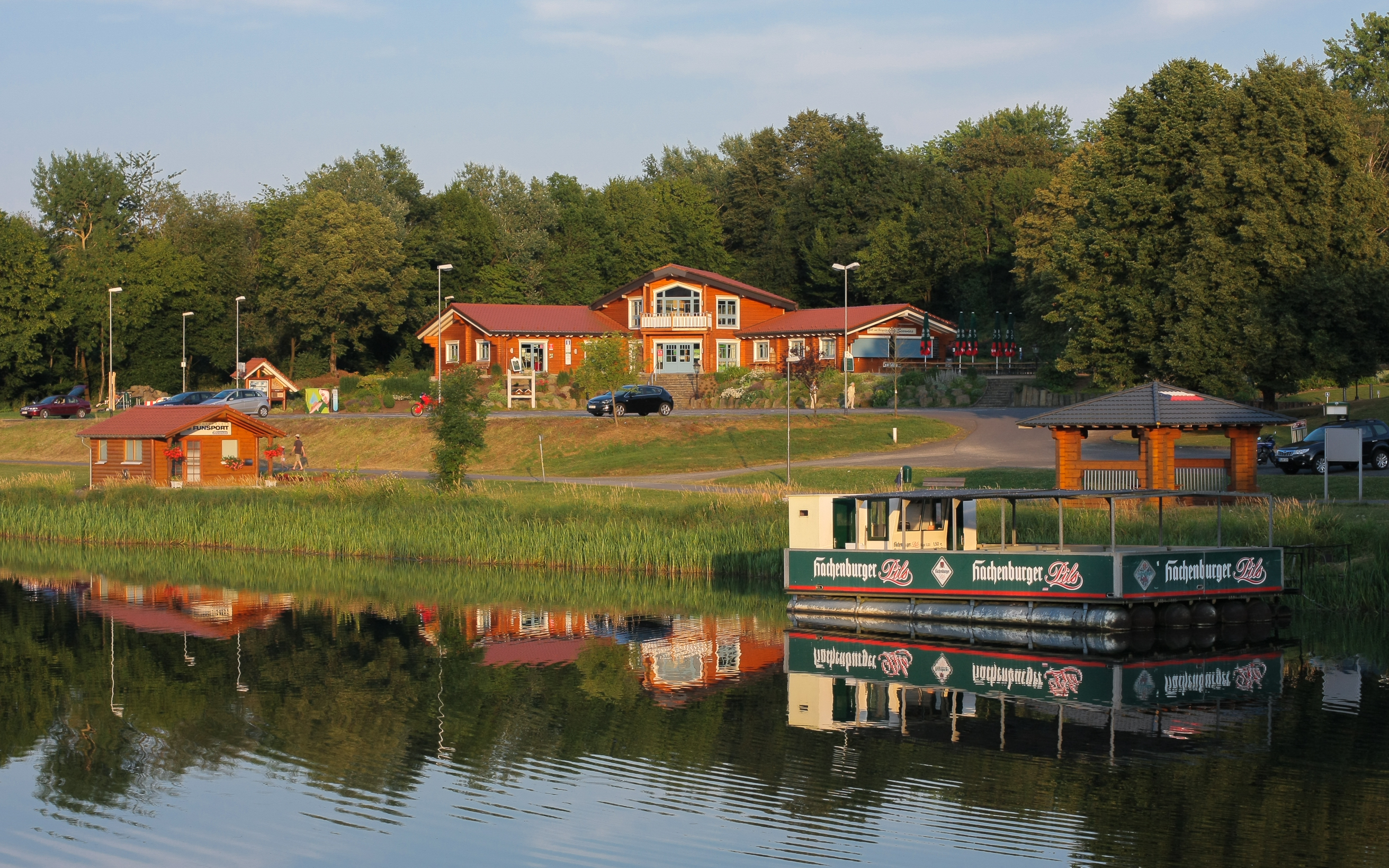
Die Touristeninformation bei Stahlhofen

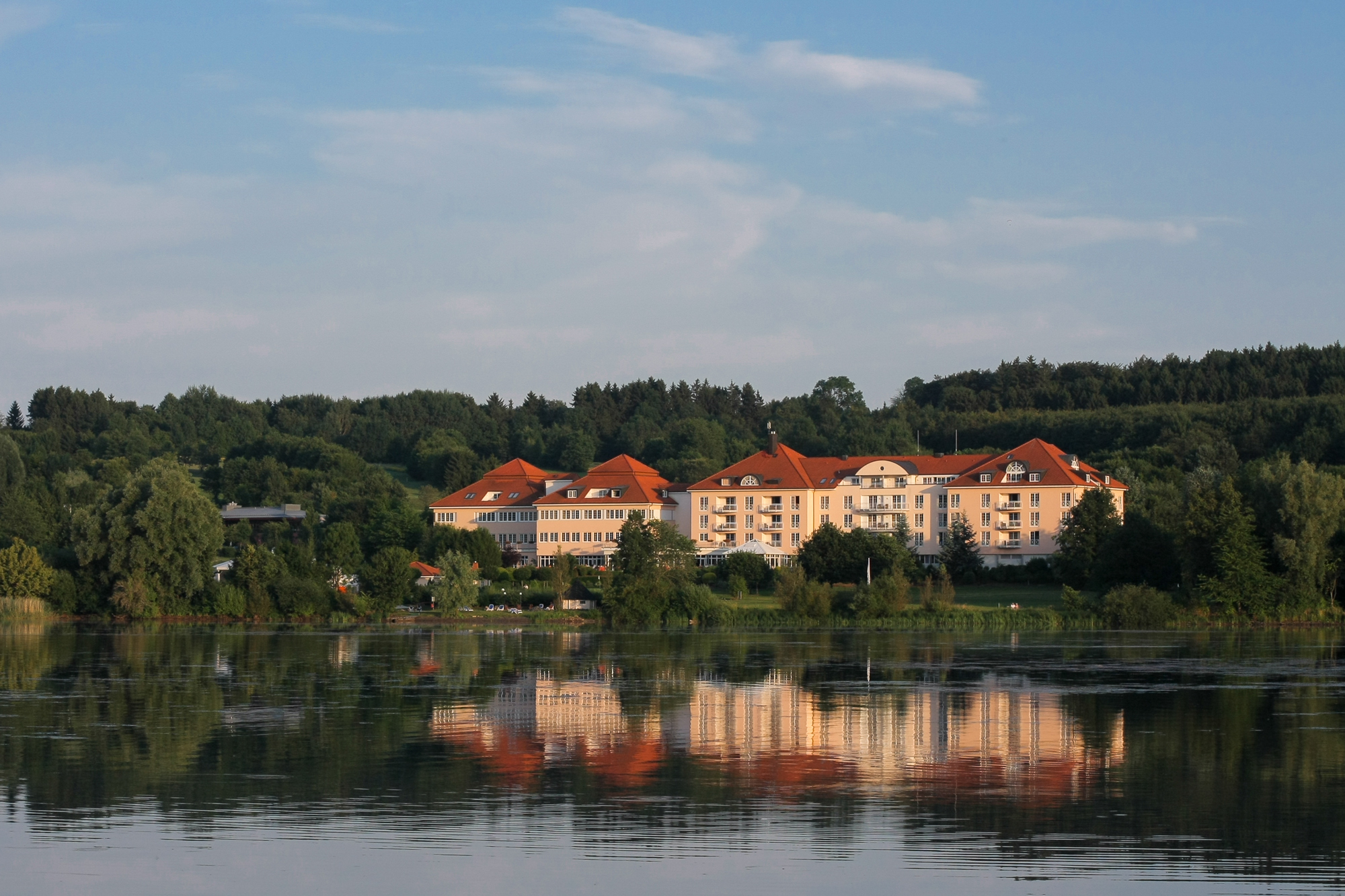
Der Lindner Hotel & Sporting Club auf der Südseite des Sees

Der Wiesensee ist ein beliebtes Urlaubs- und Naherholungsziel. Mehrere Hotels – darunter ein Luxushotel mit Golfplatz – befinden sich in unmittelbarer Nähe zum Ufer. Um den See führt ein ca. 6,5 km langer Rundwanderweg. Auch für Windsurfer und Segler eignet sich der Wiesensee. Allerdings nimmt von Jahr zu Jahr die Verschlammung des Sees zu. So waren im Spätsommer 2008 große Teile des Sees von einer etwa 10 Zentimeter dicken Algenschicht bedeckt, die durch die geringe Wassertiefe als Folge der Verschlammung entstand.

## Regelmäßige Veranstaltungen
Der See wurde bis 2023 einmal jährlich, meist in der dritten Oktoberwoche, leer gefischt und komplett abgelassen. Außerdem richtete der ortsansässige Segelclub „Wällerwind“ Pottum jährlich verschiedene Regatten aus.

## Sonstiges
- Während der Fußball-Weltmeisterschaft 2006 war die tschechische Nationalmannschaft im Golfhotel am Wiesensee untergebracht.
- Für die Folge „Fieberträume“ der Serie Alarm für Cobra 11 wurde eine Jetski-Verfolgungsjagd auf dem Wiesensee gedreht.